# 류환화
류환화(중국어 간체자: 刘焕华, 정체자: 劉煥華, 병음: Liú Huànhuá, 한자음: 유환화, 2001년 8월 20일~)는 중화인민공화국의 역도 선수이다. 2024년 하계 올림픽 남자 헤비급에서 금메달을 획득했으며 세계 선수권 대회 금메달 1개와 동메달 1개를 획득했다.